# Ангелы Чарли (фильм, 2000)
«А́нгелы Ча́рли» (англ. Charlie's Angels) — шпионский боевик режиссёра Макджи, дебютный фильм в его режиссёрской карьере. Киноадаптация телесериала «Ангелы Чарли» конца 1970-х годов. Фильм вышел на экраны в октябре 2000 года. Роль Ангелов, работающих в частном агентстве расследований, исполнили Камерон Диас, Дрю Бэрримор и Люси Лью.

## Сюжет
Ангелы (Натали Кук, Дилан Сандерс и Алекс Мандэй) были наняты вице-президентом «Knox Technologies» Вивиан Вуд, чтобы найти «её» похищенного партнёра Эрика Нокса и вернуть украденное «конкурентами» в лице Роджера Корвина программное обеспечение.
По ходу расследования на пути Ангелов встают злодеи некоего Тощего. Вскоре оказывается, что клиент является врагом: с помощью Ангелов он хочет получить доступ к структуре конкурентов. Отец Нокса служил в армейской разведке вместе с боссом Ангелов — Чарльзом Таунсендом. Сын считает Чарли виновным в смерти отца.
Эрик Нокс планирует использовать полученную программу идентификации голоса по сотовому телефону, чтобы отследить местонахождение Чарли через спутник, а затем убить его. Нокс совершает покушения на Ангелов: Алекс пытаются расстрелять в её трейлере, на Натали нападает наёмный убийца. Ангелы выживают, и Натали выбивает из убийцы информацию о том, что заказчик — Вивиан Вуд, партнёр Нокса. Тем временем Нокс стреляет в Дилан у себя дома, но ей удается выжить. Вивиан подсыпает в шампанское Босли снотворное и его похищают, взорвав при этом штаб-квартиру Ангелов. Босли удаётся связаться с Ангелами с помощью передатчика в коронке зуба и девушки проникают в логово злодеев. Натали освобождает из заточения Босли, но её атакует Вивиан, а Алекс пытается перехватить сигнал телефонного разговора Нокса и Чарли, чтобы Нокс с помощью спутника не вычислил его. Дилан проникает в Замок, чтобы остановить Нокса, но неожиданно Нокс захватывает её в плен. Нокс привязывает Дилан по рукам и ногам к стулу, а затем ведет с ней беседу о том, что у них могло что-то получиться вместе. Получив жёсткий ответ, он заклеивает рот связанной пленнице, чтобы она не могла помешать ему говорить с Чарли.
Тем временем в драке Натали побеждает Вивиан, а Алекс атакует Тощий, помешав её работе, но ей удается его нейтрализовать после продолжительной схватки. Нокс в это время связывается с Чарли по телефону, вычисляя через спутник его местоположение. Связанная Дилан не может предупредить Чарли, так как Нокс заклеил ей рот, и она беспомощно наблюдает за разговором и процессом вычисления. Нокс вычисляет местоположение Чарли и отправляется туда на вертолёте, чтобы взорвать его ракетами. Он оставляет связанную Дилан для развлечения своим бойцам, перед этим поцеловав её в рот через липкую ленту. Дилан удаётся освободиться от пут, победить противников и присоединиться к остальным. Вместе все Ангелы преследуют злодея и тот в итоге взрывается в вертолёте от собственной ракеты. Ангелы решают навестить Чарли, надеясь увидеть его, но в доме видят только уже привычный интерком. Чарли извиняется и сообщает им, что уехал, и что их офис восстановят.
В конце фильма Натали, Алекс, Дилан и Босли отдыхают на пляже. Им звонит находящийся рядом Чарли, но только Дилан его замечает и не говорит другим.

## В ролях
| Актёр          | Роль                            |
| -------------- | ------------------------------- |
| Камерон Диас   | Натали Кук                      |
| Дрю Бэрримор   | Дилан Сандерс                   |
| Люси Лью       | Алекс Мандэй                    |
| Билл Мюррей    | Джон Босли                      |
| Сэм Рокуэлл    | Эрик Нокс                       |
| Тим Карри      | Роджер Корвин                   |
| Келли Линч     | Вивиан Вуд                      |
| Криспин Гловер | Тощий мужик (Энтони)            |
| Мэтт Леблан    | Джейсон Гиббонс                 |
| LL Cool J      | африканский священник           |
| Том Грин       | Чад                             |
| Люк Уилсон     | Пит Комиский                    |
| Джон Форсайт   | Чарльз «Чарли» Таунсэнд (голос) |
| Майк Смит      | головорез Нокс                  |
| Шон Уэйлен     | Паскаль                         |